# فرانكي بيفرلي
فرانكي بيفرلي (بالإنجليزية: Frankie Beverly)‏ هو كاتب أغاني ومغني وملحن وموسيقي ومنتج أسطوانات أمريكي، ولد في 6 ديسمبر 1946 في فيلادلفيا في الولايات المتحدة.

## وصلات خارجية
- فرانكي بيفرلي على موقع IMDb (الإنجليزية)
- فرانكي بيفرلي على موقع ميوزك برينز (الإنجليزية)
- فرانكي بيفرلي على موقع أول ميوزيك (الإنجليزية)
- فرانكي بيفرلي على موقع ديسكوغز (الإنجليزية)